# هاسفورت
شهر هاسفورتدر ایالت بایرن در کشور آلمان واقع شده‌است.